# IAI Scout
IAI Scout, hebr. זהבן ("Wilga") – izraelski, bezzałogowy aparat latający (UAV - Unmanned Aerial Vehicle) opracowany w 1970 roku przez firmę Israel Aerospace Industries. Głównym zadaniem aparatu jest zwiad taktyczny. Scout może przenosić na swoim pokładzie kamerę telewizyjną lub kamerę termowizyjną (obrazy mogą być przesyłane w czasie rzeczywistym). Może przenosić również laserowy wskaźnik celów. Podczas działań w dolinie Bekaa w 1982 roku w części używanych Scoutów aparaturę zwiadowczą zastąpiono głowicami zawierającymi materiał wybuchowy. Aparat może być sterowany przez operatora znajdującego się na ziemi, jak również może wykonać lot po wcześniej zaprogramowanej trasie. 
Scout rozpoczął służbę w izraelskim lotnictwie 21 czerwca 1981 roku w ramach 200. Eskadry. Scouty pozostały na uzbrojeniu armii izraelskiej do wczesnych lat 90., kiedy to zostały wyparte przez IAI Searcher.